# Даян (Во)
Даян (фр. Daillens) — громада  в Швейцарії в кантоні Во, округ Гро-де-Во.

## Географія
Громада розташована на відстані близько 80 км на південний захід від Берна, 12 км на північний захід від Лозанни.
Даян має площу 5,5 км², з яких на 14,4% дозволяється будівництво (житлове та будівництво доріг), 65,4% використовуються в сільськогосподарських цілях, 20% зайнято лісами, 0,2% не є продуктивними (річки, льодовики або гори).

## Демографія
2019 року в громаді мешкало 1034 особи (+16,6% порівняно з 2010 роком), іноземців було 17,2%. Густота населення становила 187 осіб/км².
За віковим діапазоном населення розподілялося таким чином: 24,4% — особи молодші 20 років, 63,6% — особи у віці 20—64 років, 12% — особи у віці 65 років та старші. Було 416 помешкань (у середньому 2,5 особи в помешканні).
Із загальної кількості 853 працюючих 41 був зайнятий в первинному секторі, 93 — в обробній промисловості, 719 — в галузі послуг.